# Jan z Opavy

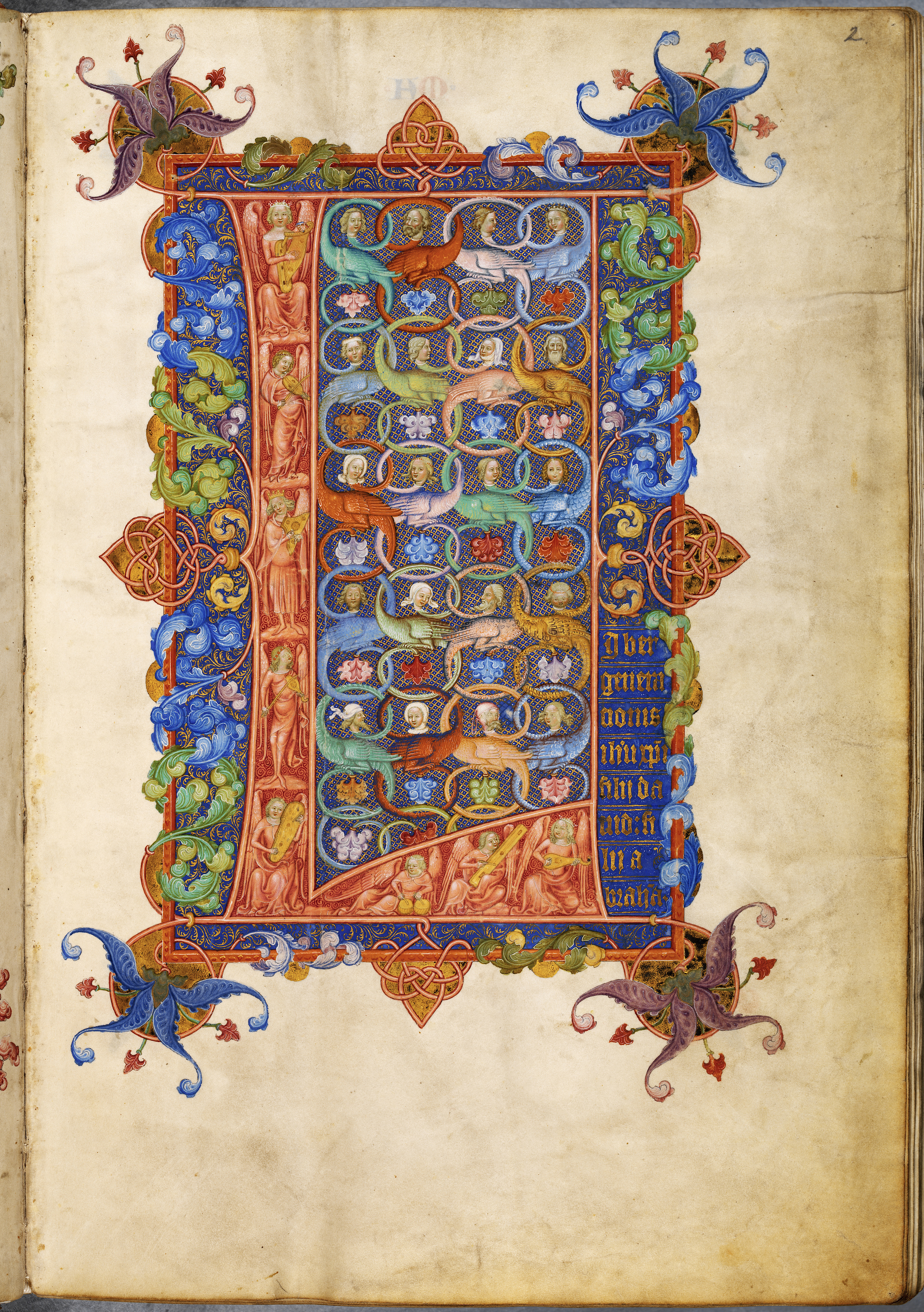
Iniciála L z Evangeliáře.

Jan z Opavy byl středověký písař a iluminátor, kanovník brněnský, plebán lanškrounský ve službách kancléře Karla IV. biskupa Jana ze Středy. Pocházel z Opavy, odtud jeho přídomek.
Je autorem tzv. Evangeliáře Jana z Opavy, který dokončil roku 1368. Kniha o rozměrech 37,5 × 25,4 × 6,6 centimetrů byla vypracována u příležitosti korunovace rakouského vévody Albrechta III., zetě Karla IV., a měla sloužit pro skládání přísah rakouských vladařů při jejich nástupu k moci. Má 191 fólií a je bohatě iluminována. Originál evangeliáře je uložen v Rakouské národní knihovně, jeho faksimile v knihovně Národního muzea v Praze a Milana Latky z Opavska, rozšířený o pergamenové faksimile.[zdroj?]